# Година толеранције Уједињених нација
Генерална скупштина Уједињених нација је 1995. годину прогласила Годином толеранције Уједињених нација (енгл. United Nations Year for Tolerance) са Унеском као водећом организацијом.  (Позвао је Економско-социјални савет да то питање размотри на ранијој седници.)  Година толеранције Уједињених нација је проглашена усвајањем решења A/RES/48/126 на четрдесет осмој седници Генералне скупштине 14. фебруара 1994. године.
Идеја и пракса толеранције је широко промовисана у школама у многим државама чланицама. Толеранција се сматрала 'угроженом врлином' у многим деловима света, посебно у онима који су били под расним и верским ратовима, као што су они у Босни и Руанди. УНЕСКО је рекао да је потребно пет кључних планова за превазилажење нетолеранције: закон, образовање, приступ информацијама, индивидуална свест и локална решења. Толеранција је стога политичка, правна и морална дужност заштите и очувања људских права.
Међународни дан толеранције се сада обележава 16. новембра сваке године, у знак признања Париске декларације коју је тог дана 1995. године потписало 185 држава чланица.
1995. године у Уједињеним нацијама је одржана конференција за штампу дванаестогодишњег Марка Семотјука који је објавио своју књигу 401 Goofy Jokes for Kids (401 глупи виц за децу) која је ујединила децу из Украјине, Канаде и Сједињених Држава, као један од симбола Године толеранције Уједињених нација.